# Durgā Pūjā

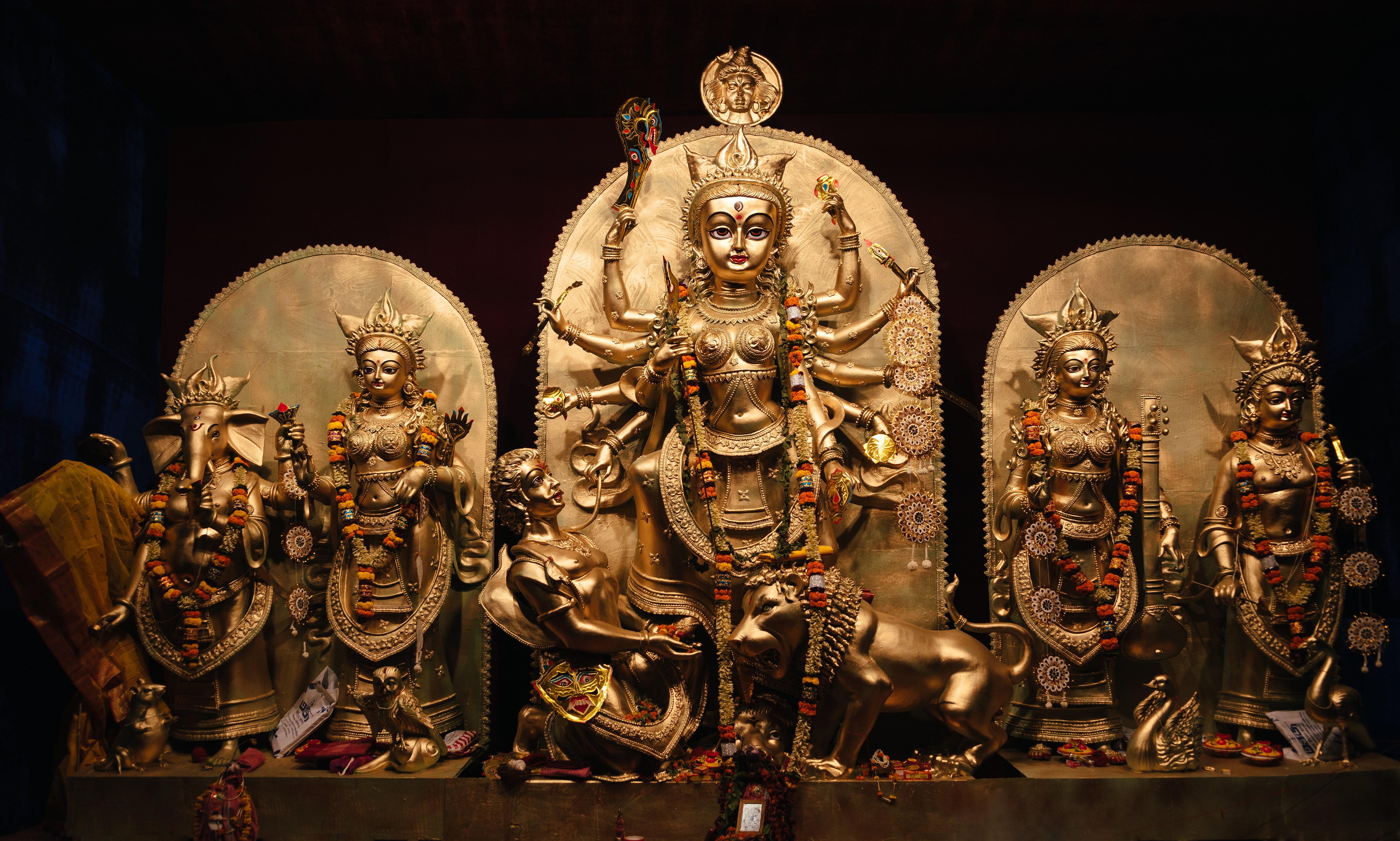
Immagine della dea Durgā al centro.

La Durgā Pūjā (in bengali দুর্গা পূজা, AFI: ˈd̪ʊrɡaː ˈpuːdʒaː, ; in oriya ଦୁର୍ଗା ପୂଜା), anche nota come Durgotsava (in bengali দুর্গোৎসব, lett. "festa di Durgā") oppure Śaradotsava, è una festa annuale indù dell'Asia del sud che celebra la dea Durgā. Si riferisce ai sei giorni denominati Mahalaya, Shashthi, Maha Saptami, Maha Ashtami, Maha Navami, e Bijoya Dashami. Le date della Durgā Pūjā vengono definite ogni anno dal calendario indù e le due settimane nelle quali ricorre vengono chiamate Devī Pakṣa (in bengali দেবী পক্ষ, lett. "settimane della dea"). Il Devī Pakṣa è preceduto dalla Mahalaya (in bengali মহালয়া), vigilia della festa Pitṛ Pakṣa (in bengali পিতৃ পক্ষ, lett. "quindicina degli antenati") e termina con Kojāgarī lakṣmī pūjā (in bengali কোজাগরী লক্ষ্মী পূজা, lett. "culto della dea Lakshmi nella notte di luna piena di Kojāgarī").

## Storia
La Durgā Pūjā è ampiamente celebrata negli stati indiani di Bengala Occidentale, Assam, Jharkhand, Orissa e Tripura dove si svolgono cinque giorni annui di festa. Nel Bengala Occidentale e nel Tripura, che hanno la maggioranza della loro popolazione indù, è la più importante festa dell'anno. Non solo è la più grande festa indù di tutto lo Stato, ma è anche il maggiore evento socio-culturale della società bengalese. Oltre che nell'India dell'est, la Durgā Pūjā viene celebrata anche negli Stati di Delhi, Uttar Pradesh, Bihar, Maharashtra, Gujarat, Punjab, Kashmir, Karnataka e Kerala. Viene anche annoverata fra le maggiori feste in Nepal e nel Bangladesh dove il 10% della popolazione è costituito da indù. Oggi, molte delle collettività indù all'estero, in paesi come Stati Uniti, Canada, Regno Unito, Australia, Germania, Francia, Paesi Bassi, Singapore e Kuwait organizzano la festa. Nel 2006, una grande edizione della Durgā Pūjā', venne tenuta in onore della regina Elisabetta II nella Grand Court del British Museum.
L'importanza della Durgā Pūjā andò aumentando gradualmente durante il Raj Britannico in Bengala. Dopo che i riformisti indù identificarono Durga con l'India, essa divenne un'icona del movimento d'indipendenza indiano. Nel primo quarto del XX secolo, la tradizione dei Baroyari o Comunità Pūjā divenne popolare in funzione di ciò. Dopo l'indipendenza, la Durgā Pūjā divenne una delle più celebrate feste nel mondo intero.
La Durgā Pūjā comprende anche il culto di Śiva, che è il marito di Durgā, oltre che quello di Lakṣmī, Sarasvatī, Gaṇeśa e Karttikeya, considerati figli di Durga. Le tradizioni moderne hanno portato a realizzare strutture permanenti, riccamente decorate (pandal) e artistici (murti) di Durgā.

## Nomi
In Bengala, la Durgā Pūjā è anche chiamata Akālavodhana (in bengali অকালবোধন, risveglio prematuro di Durgā), Śāradīya়ā Pūjā (in bengali শারদীয়া পূজা, lett. "culto autunnale"), Śāradōṯsaba (in bengali শারদোৎসব, lett. "festa d'autunno"), Mahā Pūjā (in bengali মহা পূজা, lett. "grande pūjā"), Māẏēra Pūjā (in bengali মায়ের পূজা, lett. "culto della Madre") o semplicemente Pūjā o Pujo. Nell'est del Bengala (Bangladesh), la Durgā Pūjā viene celebrata come Bhagabati Puja. Viene anche chiamata Durgā Pūjā in Bihar, Assam, Orissa, a Delhi e in Madhya Pradesh.
La pūjā viene chiamata Navaratri Puja in Gujarat, Uttar Pradesh, Punjab, Kerala e Maharashtra, Kullu Dussehra nella Valle di Kullu, Himachal Pradesh, Mysore Dussehra a Mysore, Karnataka, Bommai Golu a Tamil Nadu e Bommala koluvu in Andhra Pradesh.

## Origini della cerimonia autunnaleŚāradīya়ā

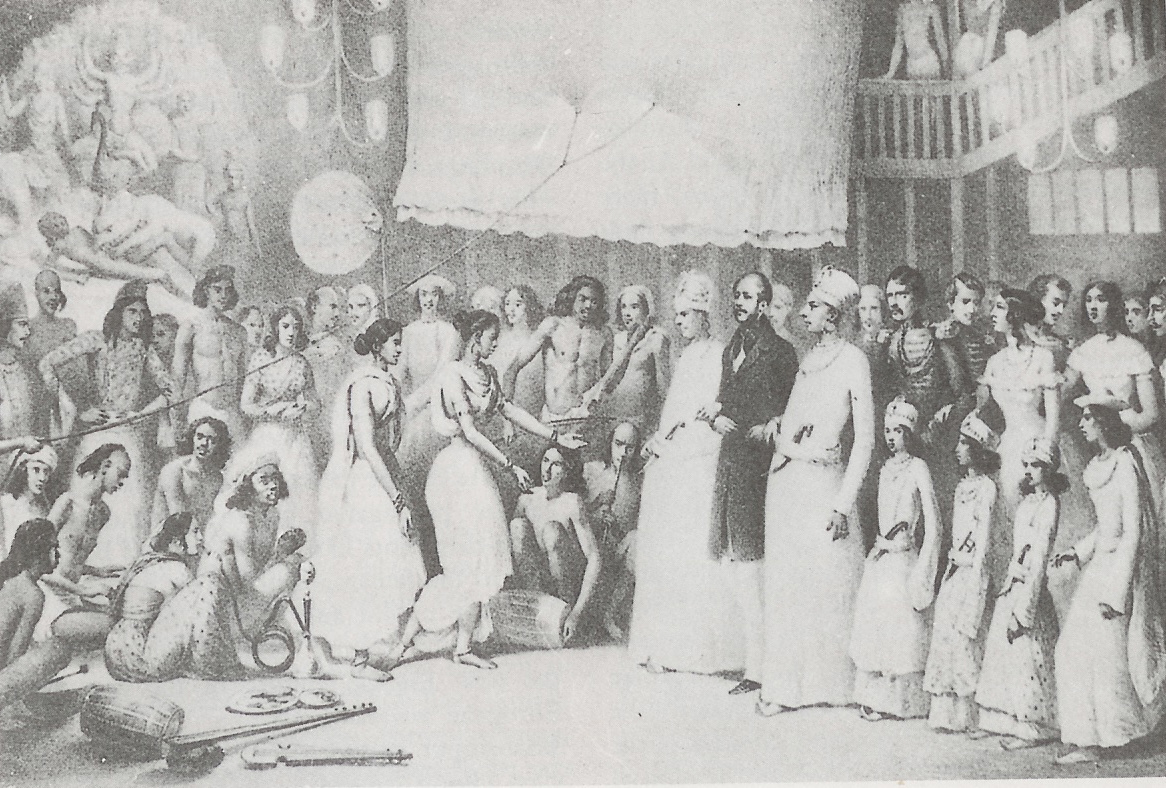
Antico dipinto del Durgā Pūjā a Calcutta al Sovabazar Rajbari

L'attuale culto della dea Durgā, come sancito dalle scritture indù, cade nel mese di Chaitra, che corrisponde al periodo a cavallo fra marzo e aprile del calendario occidentale. Questa cerimonia non è tuttavia osservata da molti ed è limitata a un piccolo gruppo di fedeli nello stato del Bengala Occidentale.
L'edizione più popolare, che è anche conosciuta come Śāradīya়ā (autunnale) Durgā Pūjā, si celebra nel corso dell'anno in date che rientrano fra settembre e ottobre. Dal momento che la dea viene festeggiata nel momento sbagliato, si chiama "Akāla bōdhana" in bengalese.
Mentre la ripresa più recente del culto della dea Durga in autunno può essere ricondotta alle tendenze di commemorazione del movimento di liberazione del Bengala, la prima pūjā venne organizzata da Nabakrishna Deb di Calcutta in onore di Lord Clive nel 1757. La pūjā fu organizzata perché Clive volle rendere grazie per la sua vittoria nella battaglia di Plassey. Egli non poté farlo in una chiesa in quanto, l'unica esistente a Calcutta in quel periodo, era stata distrutta da Siraj-ud-Daulah. Molte famiglie di ricchi mercanti e latifondisti (zamindar) del Bengala ebbero come loro ospiti alla pūjā gli ufficiali inglesi della Compagnia delle Indie orientali. I padroni di casa fecero a gara tra di loro per organizzare la festa più sontuosa, le decorazioni ed i cibi più raffinati per i loro ospiti. Ciò venne ritenuto necessario in quanto la Società era responsabile di gran parte dell'India, tra cui il Bengala, dopo le battaglie di Plassey e Buxar.

## Storia

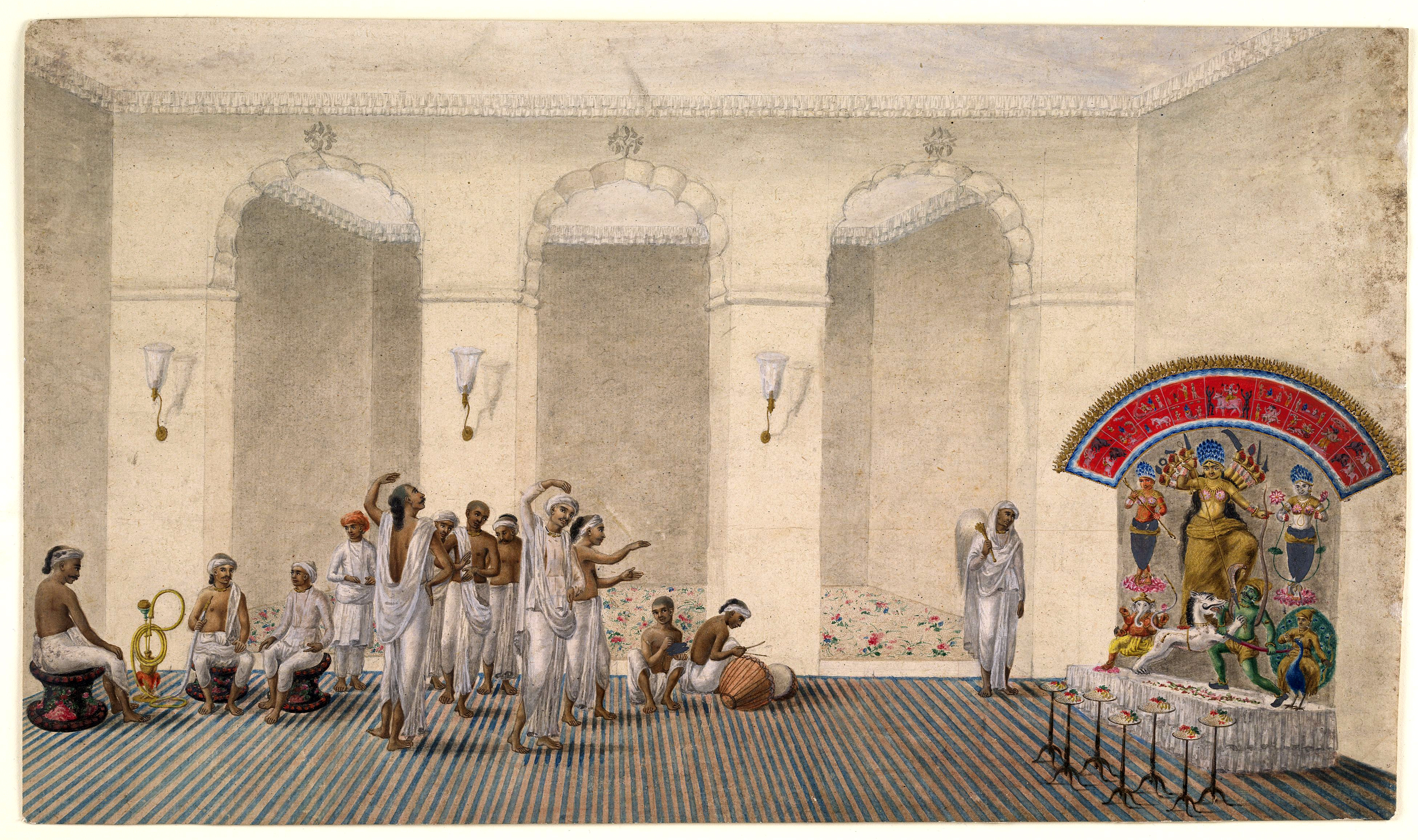
Durga Puja, 1809 acquerello in stile Patna.

Esiste una notevole letteratura, in lingua bengalese, intorno al culto di Durga e le sue forme primitive, compreso avnirnaya (XI secolo), Durgabhaktitarangini di Vidyapati (XIV secolo), ecc. La Durgā Pūjā fu popolare in Bengala nel periodo medievale ed esistono fonti dell'epoca esposte nelle Corti di Rajshahi (XVI secolo) e nel distretto di Nadia (XVIII secolo). Fu nel XVIII secolo, comunque, che il culto di Durga divenne popolare fra i latifondisti del Bengala, Zamindar.
Importanti pūjā vennero dai latifondisti, arricchitisi con il dominio britannico, come Raja Nabakrishna Deb, di Shobhabajar, che realizzò un elaborato Puja presso la sua residenza. Molte di queste vecchie pūjā esistono ancora. È interessante notare che il più antico Puja, effettuato presso la stessa sede si trova a Rameswarpur, Orissa, dove continua a realizzarsi negli ultimi quattro secoli, da quando il Mahashays Ghosh di Kotarang vicino a Howrah, migrò assieme ad una parte del contingente Todarmal durante il regno di Akbar. Oggi, la cultura del Durgā Pūjā si è spostata dalle case principesche al Sarbojanin (letteralmente, "che coinvolge tutti"). Il primo pūjā si tenne a Guptipara - venne chiamato barowari (baro uguale a dodici e Yar amici).
Lo spirito del Durgā Pūjā iniziò con il Mahishasuramardini - un programma radiofonico di due ore che divenne popolare negli anni 1950. Mentre nei primi anni veniva trasmesso in diretta, negli anni successivi venne trasmesso in registrata. I bengalesi tradizionalmente erano usi svegliarsi alle 4 del mattino del giorno Mahalaya per ascoltare la voce incantevole del defunto Birendra Krishna Bhadra e di Pankaj Kumar Mullick, su All India Radio, che recitavano inni dalle Scritture dal Devi Mahatmyam o Chandi.
Durante le settimane della Durgā Pūjā, nell'intero stato del West Bengala, così come nelle grandi enclavi di bengalesi sparsi per il mondo, la vita sembra fermarsi completamente. In campi da gioco, piazze, slarghi e in qualsiasi posto esista uno spazio libero, vengono realizzate strutture provvisorie, chiamate pandal, molte delle quali realizzate con una pianificazione di un intero anno alle spalle. Il termine pandal individua una struttura temporanea, fatta di bambù e stoffa, che viene usata come un tempio temporaneo fino al termine della pūjā. Mentre alcuni pandal sono strutture semplici, altri sono spesso elaborati come opere d'arte con temi che si basano molto sulla storia, l'attualità e talvolta la pura immaginazione.
In queste strutture è inserito un altare su cui è posta la dea Durgā, appoggiata ad un basamento a forma di leone, nell'atteggiamento di brandire dieci armi nelle sue dieci mani. Questo è il centro religioso della festa ed il luogo in cui offrire fiori o pushpanjali al mattino, dal sesto al nono giorno della quindicina della luna crescente nota come Devi Pakshya (Devi = dea; Pakshya = periodo; Devi Pakshya = periodo della dea). Suonatori di tamburi rituali – dhaki e dhak –– mostrano la loro abilità nelle danze rituali chiamate aarati. Il decimo giorno, Durga torna da suo marito, Shiva, con il rito dell'immersione nelle acque - Bishorjon - noto anche come Bhaashan e Niranjan.
Oggi le Puia sono comunque molto distanti dall'aspetto religioso. Visitando i pandal negli anni recenti, si può soltanto dire che Durgā Pūjā è la più grande festa all'aperto sulla terra. Negli anni 1990, gli elementi architettonici apparivano per lo più negli esterni dei pandal, ma oggi essi si estendono all'interno, con opere elaborate, eseguite da artigiani famosi, coerenti con gli elementi stilistici, eseguite con cura e che portano il nome dell'esecutore.
Anche la scultura dell'idolo in se stesso ha subito un'evoluzione. Il culto prevede la rappresentazione di Durgā con i suoi quattro figli e, occasionalmente, con due altre divinità ed alcuni alberi di banana. In tempi passati, tutti e cinque gli idoli erano rappresentati nella stessa figura, tradizionalmente chiamata pata. Dagli anni 1980, comunque, la tendenza è indirizzata a realizzare gli idoli separatamente.
Alla fine dei sei giorni di festa, l'idolo viene portato in processione per essere immerso nel fiume, tra canti, ad alta voce, di Bolo Durga mai-ki jai (gloria alla Madre Durgā) e aashchhe bochhor abar hobe e il suono di tamburi schierati lungo il fiume. L'idolo viene quindi immerso nelle acque a simboleggiare la partenza della divinità verso casa sua in Himalaya, assieme al suo sposo. Dopo questo episodio, in una tradizione chiamata Vijaya Dashami, le famiglie si fanno visita l'un l'altra e vengono offerti confetti ai visitatori (Dashami è letteralmente "decimo giorno" e Vijay è la "vittoria").
La Durgā Pūjā commemora la visita annuale della dea, con i suoi figli, alla casa di suo padre, partendo poi il giorno di Dashami per riunificarsi con Shiva. Questa cerimonia della partenza è simbolizzata dall'immersione degli idoli nelle acque il giorno di Dashami.
La Durgā Pūjā è anche la festività del bene (Ma Durga) che vince sul male (Mahishasur il demone). Si tratta del culto del bene che sempre vince sul male.

## Evoluzione della Comunità o Sarbajanin puja

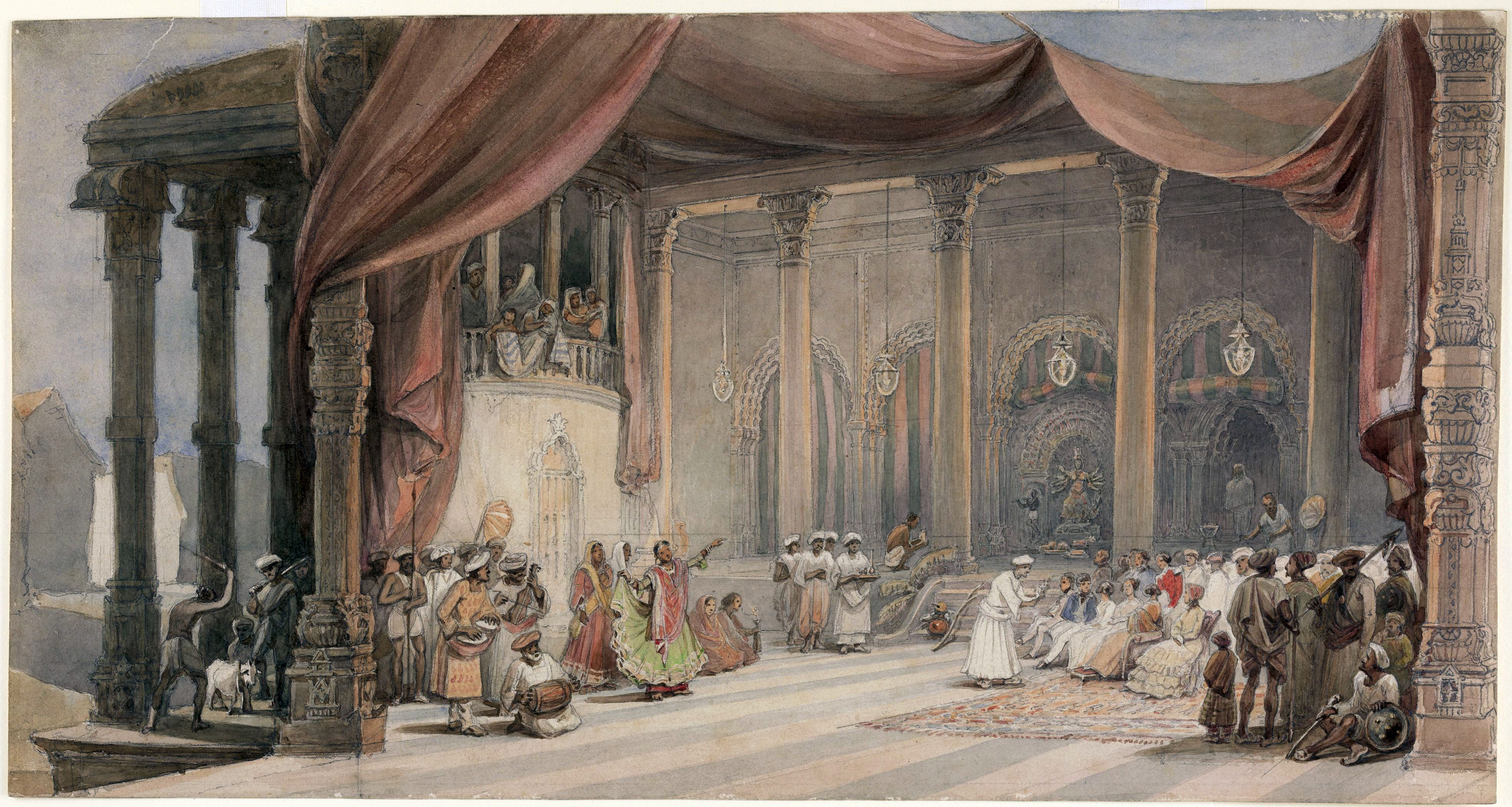
Celebrazioni all'interno di una casa, durante la Durgā Pūjā, Calcutta, 1890.

All'inizio la pūjā era organizzata da famiglie abbienti che avevano i mezzi per realizzare la festa. Durante il tardo XIX secolo e gli inizi del XX, la classe media, principalmente a Calcutta, amò ricordare la pūjā. Essi crearono allora delle Comunità o Sarbojanin Puja per raccogliere sottoscrizioni di fondi necessari a coprire gli elevati costi organizzativi.
Queste pūjā sono organizzate da un comitato che rappresenta un intero paese o quartiere. Raccolgono fondi denominati "chaanda" attraverso sottoscrizioni porta a porta, lotterie, concerti ecc. Questi fondi sono raccolti e utilizzati per le spese di costruzione dei pandal, cerimonie, ecc. I fondi non spesi vengono generalmente donati in beneficenza secondo quanto deciso dal comitato. Sponsorizzazioni aziendali delle pūjā hanno acquisito slancio dalla fine del 1990. Le maggiori pūjā vengono realizzate a Calcutta e nelle aree metropolitane importanti come Delhi e Chennai che derivano quasi tutti i loro fondi da sponsorizzazioni aziendali.
Nonostante le grandi quantità di risorse utilizzate per organizzare una pūjā, l'ingresso dei visitatori nei pandal è generalmente gratuito. Ogni anno vengono realizzati nuovi esperimenti per valorizzare le pūjā a Calcutta con idee sempre più innovative. Le Comunità hanno creato premi per il miglior pandal, miglior pūjā e altre categorie.

## Creazione degli idoli

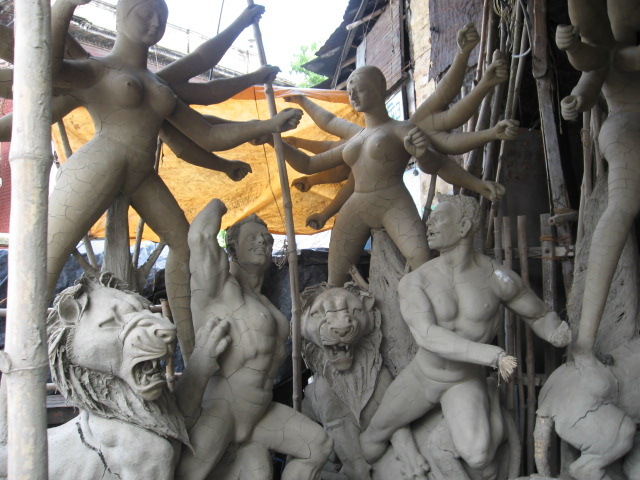
Idolo Durgā Pūjā in costruzione a Kumortuli, Calcutta

L'intero processo di creazione degli idoli (murti), dalla raccolta dell'argilla alla decorazione, è un processo sacro, realizzato seguendo riti e rituali. Dal tempo di Akshaya Tritiya, l'argilla per gli idoli viene raccolta dalle rive di un fiume, preferibilmente il Gange. Dopo i riti necessari, l'argilla viene trasportata presso gli artigiani che la debbono modellare. Un evento importante è il Chakkhu Daan, letteralmente donazione degli occhi. A partire da Devi Durga, gli occhi degli idoli sono dipinti il giorno di Mahalaya o il primo giorno della pūjā. Prima di dipingere sugli occhi, gli artigiani debbono digiunare per un giorno intero mangiando solo cibo vegetariano.
Molte pūjā intorno alla città di Calcutta acquistano i loro idoli a Kumartuli (anche Kumortuli), un quartiere di artigiani nella zona nord di Calcutta.
Nel 1610 la prima Durgā Pūjā di Calcutta venne presumibilmente celebrata dalla famiglia Roychowdhuri di Barisha. Questo fu comunque un evento privato e la prima Durgā Pūjā comunitaria o Baroyari venne avviata nel Guptipara, a Hooghly, da 12 giovani uomini che vennero esclusi dalla partecipazione ad una Durgā Pūjā familiare nel 1761. Essi costituirono un comitato che raccolse le sottoscrizioni per l'organizzazione della pūjā. Da allora, le comunità che organizzano le pūjā del Bengala si chiamano Baroyari - dove baro significa 12 e Yar amici. Nello stato di Calcutta, la prima Durgā Pūjā Baroyari venne organizzata nel 1910 dalla SanatanDharmotsahini Sabha della Balaram Bosu Ghat Road a Bhawanipur. Nello stesso periodo, simili Baroyari puja si sono svolte presso Ramdhan Mitra Lane e Sikdar Bagan. La lotta per la libertà indiana ha avuto anche un'influenza sulla Durgā Pūjā a Calcutta. Nel 1926 Atindranath Bose avviò la prima Sarbojanin Durgā Pūjā, in cui chiunque, indipendentemente dalla casta, credo e religione poteva partecipare ai festeggiamenti. Questo fu coscientemente fatto per instillare nel popolo un senso di unità nazionale.

## Impatto ambientale
Pericoli per l'ambiente derivano dai materiali utilizzati per colorare gli idoli, colori che inquinano le risorse idriche locali, poiché gli idoli vengono immersi direttamente nei fiumi alla fine dei festeggiamenti. Sono in corso sforzi per introdurre materiali ecologici presso gli artigiani che costruiscono gli idoli. Il West Bengala ha accreditato una propria agenzia ambientale ed è forse il primo Stato indiano ad aver frenato con successo l'utilizzo di vernici pericolose. Tuttavia, solo due terzi circa degli idoli sono attualmente colorati con vernici eco-compatibili.
Le feste indù come la Durgā Pūjā, nell'ultimo quarto del XX secolo, sono diventate una delle principali preoccupazioni ambientali. I fedeli indù vogliono idoli sempre più grandi e colorati. Gli ambientalisti sostengono che gli idoli sono spesso realizzati con materiali pericolosi come il cemento, la plastica, il gesso e con vernici tossiche.

## Puja e pandal

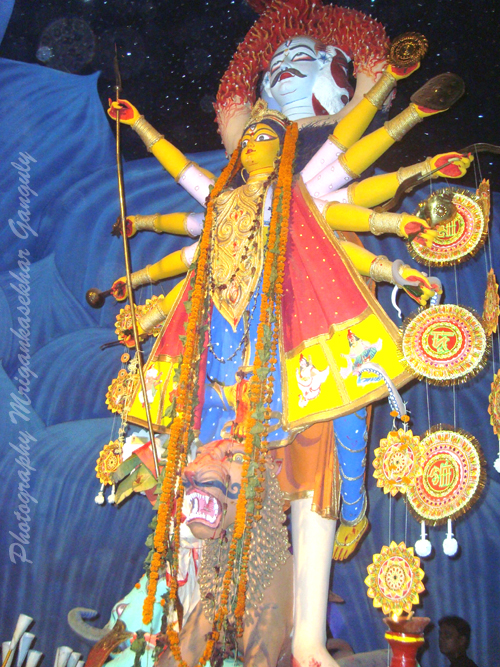
Tema su cui è basato un Durgā Pūjā

I temi a cui si ispirano pandal e idoli sono spesso il segno distintivo della comunità, soprattutto a Calcutta, a partire dagli anni 1990. Le Commissioni pūjā decidono su un tema particolare, i cui elementi vengono incorporati nel pandal e negli idoli. Temi popolari comprendono antiche civiltà come l'antico Egitto o gli Inca. Soggetti contemporanei come il Titanic e Harry Potter sono stati oggetto di alcuni pandal.
Il progetto e la decorazione sono generalmente realizzati da studenti locali di arte e architettura. Le risorse finanziarie richieste per questi temi sono generalmente maggiori di quelle necessarie a realizzare figure basate su temi tradizionali. Essi attraggono le folle e sono ben accetti dai visitatori. Sull'esempio di Calcutta, i pandal a tema sono divenuti popolari anche negli stati vicini, particolarmente in Orissa. La sperimentazione sugli idoli non è molto praticata al di fuori di Calcutta.
La rapida crescita della competitività dei pandal a tema e quella degli enormi cartelloni che sorgono in corrispondenza dei nodi stradali strategici, ha anche determinato una reazione culturale in coloro che sostengono i pandal tradizionali: "Noi non facciamo pūjā a tema, facciamo Durgā Pūjā", riferisce una foto scattata durante i lavori a Salt Lake, Calcutta.

## Cultura di massa specifica dellepūjā
La Durgā Pūjā è uno degli eventi più importanti nel calendario della società bengalese. Molti film bengalesi, album e libri vengono pubblicati in concomitanza con la pūjā. Il governo del Bengala occidentale dà due settimane di vacanze per l'evento e questo tempo viene utilizzato in vari modi. Molte persone si mettono in viaggio in India o all'estero o si realizzano raduni fra amici, chiamati "Adda" in bengalese, in case e ristoranti. Si fanno molti acquisti e vengono praticate offerte speciali e saldi.
Visitare i pandal con amici e parenti e discutere dei prodotti alimentari venduti vicino a loro è detto gergalmente pandal hopping. I giovani amano questa attività. Pujor gaan (lett. "canzoni di pūjā") sono le canzoni bengalesi Adhunik che escono ogni anno in questo periodo.

### Attenzione dei media
TV e radio trasmettono ampiamente i festeggiamenti legati alle pūjā. Molti canali bengalesi trasmettono per l'intera giornata eventi legati alle pūjā. I settimanali in lingua bengalese e oriya pubblicano degli inserti speciali noti come "Pujabarshiki" o "Sharadiya Sankhya". Questi contengono racconti di molti scrittori, già affermati o esordienti, ed hanno molte più pagine del normale. Alcuni esempi degni di nota sono Anandamela e Shuktara.

### Film
- Il film del regista Satyajit Ray, Jai Baba Felunath, è incentrato sulla Durgā Pūjā e l'altro suo film Nayak la cita in una scena.
- Utsav e Andar Mahal di Rituporno Ghosh sono entrambi incentrati sulla Durgā Pūjā.
- Il film hindī "Devdas" intreccia la celebrazione della Durgā Pūjā alla trama del film.

## Bengala

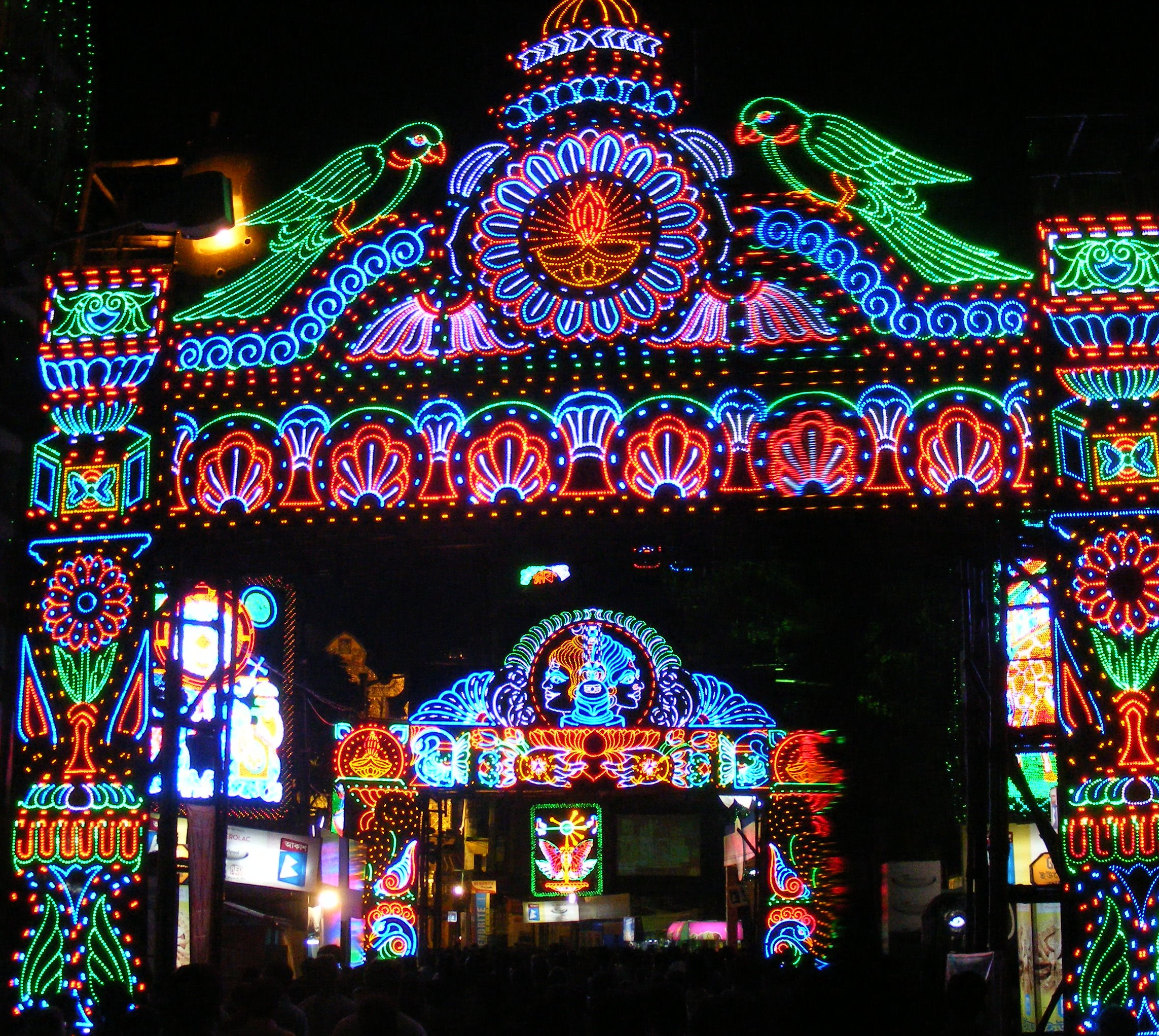
Caratteristiche illuminazioni nelle strade di Calcutta durante la Durgā Pūjā.

Il culto di Durgā in autunno (Shôrot) è la più grande festa indù in Bengala. La Durgā Pūjā viene anche celebrata in Nepal e Bhutan secondo le tradizioni locali e con alcune variazioni. Pūjā significa "culto" e la Durgā Pūjā viene celebrata dal sesto al decimo giorno di luna calante del mese di Āśvina (in bengali আশ্বিন), sesto mese del calendario bengalese. Occasionalmente però, a causa dei cambiamenti nel ciclo lunare rispetto al mese solare, possono essere tenute anche nel mese successivo, Kārtika (in bengali কার্তিক). Nel calendario gregoriano, queste date corrispondono ai mesi di settembre e ottobre.
Nel Krittibas Rāmāyaṇa, Rāma invoca la dea Durga nella sua battaglia contro Rāvaṇa. Anche se lei era tradizionalmente venerata in primavera, a causa di contingenze della battaglia, Rama dovette invocarla in autunno akaal bodhan Oggi è questa la data di celebrazione della pūjā che ha guadagnato ascendente, anche se la pūjā primaverile, conosciuta come Basanti Puja, è presente anche nell'almanacco indù. Da quando la pūjā si svolge in autunno, è anche conosciuta come শারদীয়া (Śāradīya়ā).
Le pūjā si svolgono in un periodo di dieci giorni, che è tradizionalmente considerato come la visita della figlia sposata, Durga, a suo padre. Essa è la festa più importante nel Bengala e i bengalesi amano festeggiare regalando nuovi vestiti e altri doni, che vengono indossati la sera, quando la famiglia va a vedere i pandal. Anche se è una festa indù, la religione fa un passo indietro in questi cinque giorni: la Durgā Pūjā nel Bengala è divenuta un carnevale, dove gente di ogni provenienza, indipendentemente dal loro credo religioso, partecipa e si diverte fino in fondo.

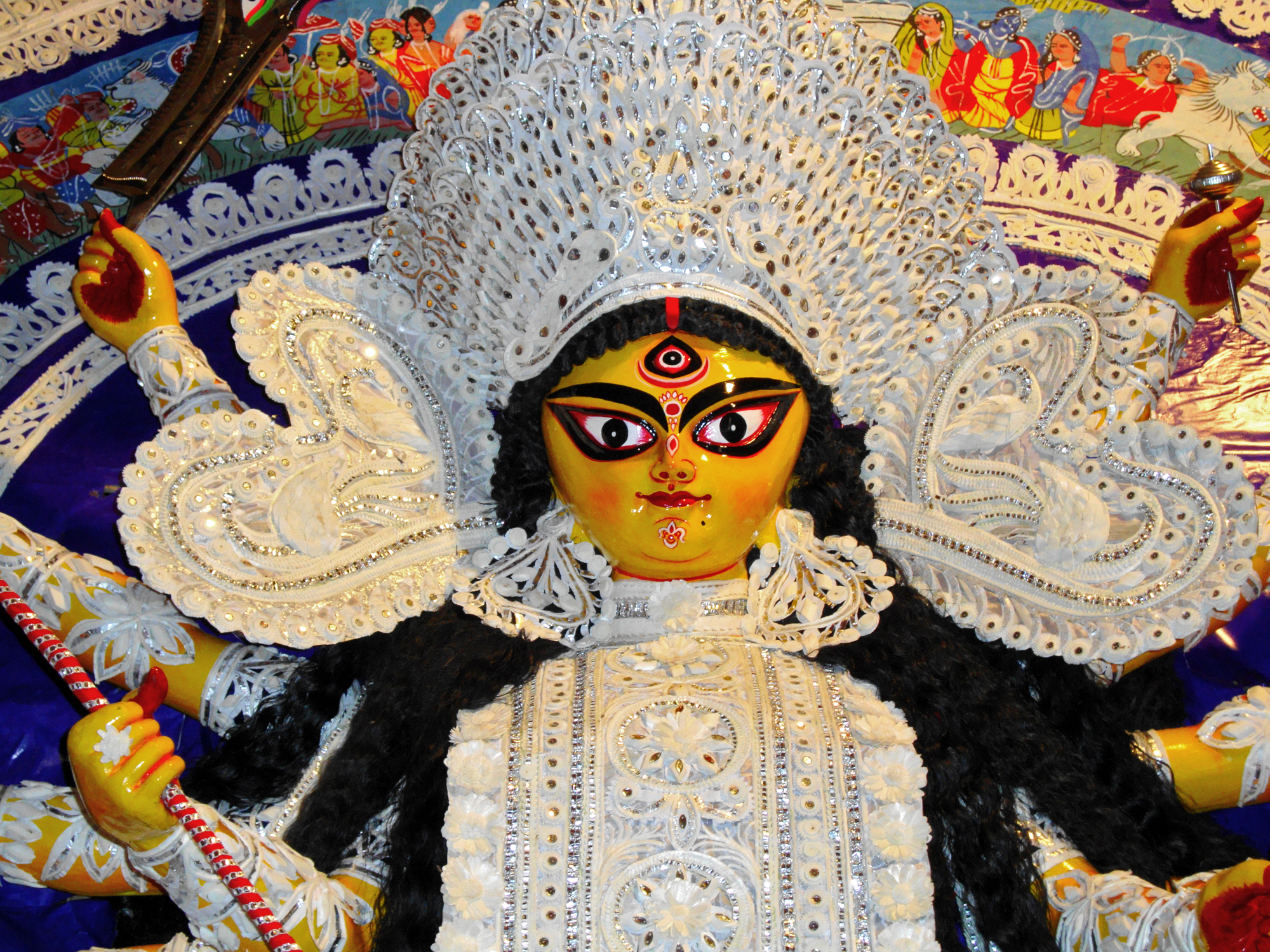
Statua di Durga nel Bengala occidentale

### Calcutta
Soltanto a Calcutta vengono realizzati più di 2.000 pandal. La città è adorna di luminarie ed è meta di gente proveniente da ogni angolo del paese ed ogni notte diventa un matto carnevale dove migliaia di persone vanno a fare pandal-hopping con amici e familiari. Il traffico si blocca, anzi, molte persone abbandonano i loro veicoli e si incamminano a piedi. Una speciale task force viene messa in atto dalle autorità locali per il controllo dell'ordine pubblico. La Durgā Pūjā a Calcutta è spesso indicata come il Carnevale di Rio dell'emisfero orientale.
La più antica pūjā è nel nord di Calcutta, a Baghbazar Sarbojonin, Kumartuli, Ahiritola, Md. Ali Park e College Square.

### Siliguri
Centinaia di puja pandal vengono realizzati ogni anno nell'area di Siliguri, Mahakuma. La città viene adornata da molti pandal variopinti, gloriosi "Protima", luci colorate e suoni. Le pūjā di Saktigarh, Hakimpara, Rabindra Sangha, Rathkhola, Champashari, Central Colony (N.R.I), Silpanchal (Burdwan Road) e Saktigarh Utjal Sangha sono considerate fra le più antiche Durgā Pūjā di quest'area.
Il Comitato Durgā Pūjā di Silpanchal è considerato fra i più antichi della città, essendo stato costituito nel 1955, ed è famoso per le diverse attività sociali organizzate durante la festa.
Una delle più antiche pūjā di Siliguri è la Swastika Yubak Sangha. Essa è fra le più affollate della regione. Il suo comitato ha festeggiato il cinquantenario nel 2009.

### Chanduli, Katwa
Una delle più antiche Durgā Pūjā si tiene nel villaggio di Chanduli, 12 km da Katwa, antica di più di 350 anni. Si tiene sotto l'egida del Mitra bari Debottor estate e la sua dea Durga ha solo due mani invece delle dieci consuete.

### Lataguri

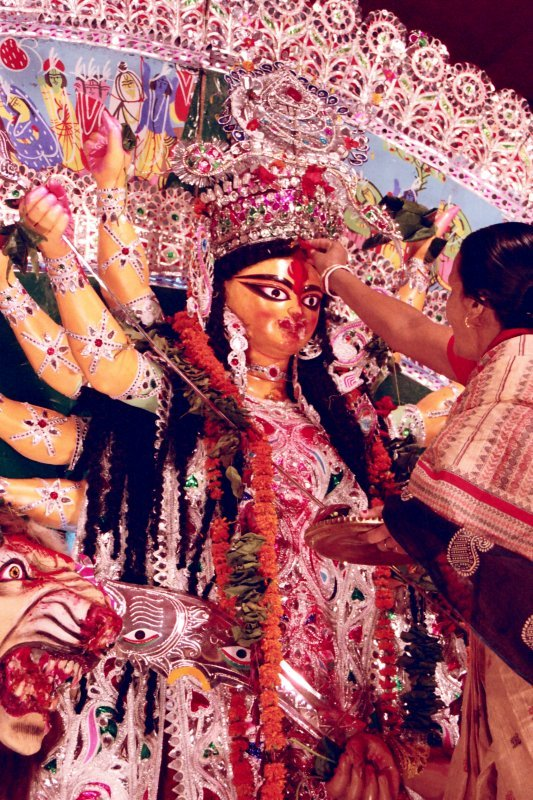
Sindur applicata sul fronte della dea Durga durante Bijaya Dashami.

Lataguri è un piccolo villaggio nel distretto Jalpaiguri. Esso ha un'antica tradizione di Durgā Pūjā con notevoli valori culturali e gioia nel cuore della gente. Prantik Sangha, Netaji Sangha, Friends Club, Pal Chowdhury Bari sono solo alcune delle più antiche pūjā. Nei giorni di Shashthi, Maha Saptami, Maha Ashtami, Maha Nabami e Bijoya Dashami la gente celebra la ricorrenza con grande gioiosità. Specialmente a Prantik Sangha (ufficio postale di Para) vi è una'antica tradizione di celebrare "Raksha Raksha" (preghiere offerte a Durga per salvare il corpo e la mente e per dare felicità e prosperità), attraverso lo scambio di affetto e felicità, evidenziato dal rispetto tra le persone che toccano i piedi degli anziani e si abbracciano l'un l'altro. Dopo vengono distribuite fra la gente una sorta di palline dolci dette laddu. "Raksha Raksha" si celebra nel giorno della Bijoya Dashami dopo che gli idoli (murti) della dea Durga, con la sua famiglia, sono stati immersi nell'acqua. I membri del Pal Chowdhury Bari si recano, in processione, al laghetto sito a circa mezzo chilometro per l'immersione della dea, portandola in spalla. Questa tradizione dura da 61 anni.

### Berhampore
Centinaia di puja pandal vengono costruiti ogni anno a Berhampore, Cossimbazar, Khagra, Madhupur e Gorabazaar. Tutti sono decorati con luci e suoni. Quelli di Swarnamoyee, Baganpara, Bishtupur, Madhupur Balark Sangha, Ranibagan, Kadai, Swargadham, Ajana Sangha, Cossimbazar Choto Rajbari sono fra i più antichi e famosi di questa zona. La Cossimbazars Puja è la più antica con oltre 300 anni di vita. La maggior parte dei visitatori proviene dalla città di Berhampore e da ogni angolo del distretto di Murshidabad e di quelli adiacenti. Specialmente le notti di Astami e Nabami vedono la cittadina gremita di persone provenienti da ogni località del distretto. La gente gira per le strade con parenti ed amici e festeggia fino all'alba. Anche l'immersione dell'idolo nel fiume Bhagarathi è molto suggestiva. Un gran numero di visitatori si riuniscono sulle rive del fiume (Gorabajar Ghat, Khagra Ghat) per vedere l'ultimo viaggio di Durga Pratima. Generalmente il pandal e gli idoli dell'area di Madhupur si aggiudicano i premi messi in palio per gli artisti più bravi. Viene allestita anche una fastosa illuminazione per rendere più piacevoli i divertimenti notturni.

## In altre parti dell'India

### Assam
Dopo il Bengala Occidentale, l'Assam è il secondo Stato in cui si celebra correntemente la Durgā Pūjā. A Silchar vengono realizzati più di 300 pandal, illuminati e riccamente addobbati di sculture ed altre forme artistiche. Dopo il Bihu, la Durgā Pūjā è la più popolare festa dell'Assam. Secondo lo storico Late Benudhar Sarma, l'attuale culto di Durga nell'Assam si instaurò, nel Regno di Ahom, sotto i re Susenghphaa o Pratap Singha. Il re venne a conoscenza della festività, della pompa e della sfarzosità con cui il re Naranarayan di Koch Bihar celebrava la Durgā Pūjā, da un tale Sondar Gohain, che era prigioniero a Koch raja. Re Pratap Singha inviò allora degli artigiani a Koch Bihar per apprendere l'arte della costruzione degli idoli. Organizzò quindi una cosiddetta celebrazione della Durgā Pūjā a Bhatiapara vicino Sibsagar. Questa fu la prima volta che nell'Assam si festeggiò, a livello popolare, la Durgā Pūjā, oltre al culto di Durga che già si teneva nei templi di Kamakhya, Digheswari, Maha Bhairabi Temple, Ugrotara, Tamreswari Mandir, ecc. In seguito cerimonie similari vennero organizzate da altri re e nobili. Al giorno d'oggi la Durgā Pūjā è la più importante festa celebrata in tutte le città e villaggi dell'Assam, per cinque giorni consecutivi, con grande fervore religioso.

### Bihar
La Durgā Pūjā è una delle maggiori feste del Patna. Anche in questo Stato vengono costruiti centinaia di pandal. La città riscontra un aumento eccezionale di visitatori nei quattro giorni dal Maha Saptami. Vengono approntati più di 100 pandal, addobbati con luci, sculture e altre forme d'arte.
Fra le più antiche Durgā Pūjā di Patna si ricordano Bari e Chhoti PatanDevi, Maa Shitla, Mandir Agamkuan ecc.

### Gujarat
Navaratri è dedicata a Amba mataji. In alcune case vengono adorate immagini di Mataji secondo gli usi locali. Questo vale anche per i templi, che solitamente hanno un flusso costante di visitatori dalla mattina alla sera. La forma più comune di celebrazione pubblica è l'esibizione di Garba e dandia-ras/ras-garba (una forma di Garba con bastoni), danza popolare del Gujarat, rappresentata a tarda notte nelle piazze, nei cortili e nelle strade, in ognuna delle nove notti in cui è articolata la festa.

### Jharkhand
La Durgā Pūjā è celebrata anche qui. La festa inizia il giorno di Mahalaya, ma la massa dei visitatori si raggiunge negli ultimi quattro giorni dell'evento quando giungono visitatori da Jamshedpur (TATA), Ranchi, Dhanbaad, ecc. Vi sono tanti pandal come a Calcutta e Cuttack. Fra i più noti:
1) Adityapur (del Jai Ram Youth Sporting Club JAMSHEDPUR, vicino Kharhkhai Bridge)
2) Kashidih (del Thakur Pyara Singh Dhurandhar Singh club, Jamshedpur)
3) Bhuyandih (del Dulal BHuyan CLUB)
4) Rani Kudar (del Hind Club)
5) SAKCHI, Aam Bagan (del bengal club)
6) Kadma and Farm Area, jamshedpur
7) Mango, jamshedpur
8) Sonari, Jamshedpur
9) Birsanagar, Jamshedpur
10) Bhalubasa, Jamshedpur

### Karnataka
La Durgā Pūjā viene celebrata in gran pompa in questo stato. A Mysore, Dussehra, è certamente la festa più popolare. Esistono elefanti sontuosamente bardati che sfilano in processione lungo le strade della città. Molta gente visita la città provenendo da ogni dove per ammirare i colori di questo straordinario evento. Viene allestita una festa acquatica ai piedi della Chamundi Hill ed una sfilata di carri attorno al tempio.
Mysore prende il nome da Mahishasur, il demone stesso che era stato ucciso dalla dea. Il nome originale indiano era Mahishur. Ci sono templi dedicati al re demone e anche una gigantesca statua dello stesso.

### Kashmir
Gli Hindu di Jammu e Kashmir celebrano la loro festa un po' in sordina. In questi giorni le feste sono più modeste. Le divinità preferite del Kashmir sono Shiva e Serawali Ma Durga, colui che cavalca la tigre. Gli esperti ed i musulmani garantisco che Navratri è importante. Qui ogni famiglia indù fa la pūjā in casa. Tutti i membri adulti della famiglia digiunano e solo il pomeriggio possono mangiare della frutta. Come altrove, l'orzo kashmiri viene fatto cuocere in pentole di terracotta. Essi credono che se la crescita di questo piatto sarà buona, ci sarà prosperità per tutto l'anno. Il rituale più importante per pandit kashmiri è quello di visitare il tempio della dea custode Kheer Bhawani in tutti i nove giorni. L'ultimo giorno di Navratri, viene tenuto un Āratī nel tempio, dopo di che la gente rompe il digiuno. Il giorno Dussehra viene bruciata un'effigie di Ravana.

### Kerala
Nel Kerala, la Durgā Pūjā costituisce l'inizio della formale educazione per tutti i bambini fra i 3 ed i 5 anni. Anche se la pūjā viene celebrata nei templi per tutti i dieci giorni, sono i tre giorni finali quelli più importanti. Ashtami è il giorno di Ayudya Puja, quando tutti gli strumenti a casa vengono adorati. Le regole impongono che nessuno strumento possa essere utilizzato in questo giorno. Il giorno Navami, la dea Saraswati viene onorata omaggiando i libri e i documenti di casa.
In migliaia affollano il tempio Saraswati a Kottayam in questo periodo per fare un tuffo nel misterioso stagno santo, la cui origine è ancora sconosciuta. Grandi raduni si osservano anche in famosi templi a Thekkegram (Palghat), in cui non ci sono idoli ma solo grandi specchi. Un devoto si ritrova ad inchinarsi davanti alla sua immagine riflessa, a simboleggiare che Dio è dentro di noi.
Il Thrikkavu Temple, un famoso Durga Devi Temple a Ponnani, nel distretto di Malapuram nel Kerala, è famoso per la festa Navaratri e vidyarambham (inizio delle formale educazione). Migliaia di bambini affollano questo tempio il giorno di Vijaya desami per vidyarambham.

### Maharashtra e Goa
Nel Maharashtra, la Durgā Pūjā è un'occasione di divertimento. La pūjā viene eseguita tutti i giorni ed i devoti non debbono rimuovere la ghirlanda di fiori che viene messa ogni giorno sull'idolo o immagine della divinità. Dopo nove giorni, tutte e nove le ghirlande vengono rimosse allo stesso tempo. Le ragazze giovani, che non hanno raggiunto ancora la maturità, sono invitate a mangiare, giocare, ballare e cantare. Viene disegnato un elefante e le ragazze giocano con gli indovinelli chiamati bhodala e sono premiate con una cena a loro scelta. Il giorno di Maharastra viene anche eseguito Jogava' & 'Gondhal inno alla dea.
A Goa vengono tenuti grandi festeggiamenti nei templi, specialmente in quelli di Devi come quelli di shree Shantadurga, shree Mhalasa, Narayan, shree Vijayadurga. La gente trascorre la festività a casa.

### New Delhi
A Delhi, vi sono più di 800 pūjā celebrate, con grandi fanfare, dai bengalesi che vivono in città. Diversamente da quanto avviene nelle Durgā Pūjā di Calcutta, le celebrazioni a Delhi hanno un'atmosfera meno commerciale. Comunque le pūjā a Chittaranjan Park assomigliano molto a quelle di Calcutta. La più antica Durgā Pūjā ebbe inizio nel 1910 ed è conosciuta come Delhi Durga Puja Samiti, Kashmere Gate, Delhi.

### Orissa
Esistono diverse fonti che descrivono l'inizio della Durgā Pūjā nello stato di Orissa. Tutti gli storici sono d'accordo nel vedere delle influenze provenienti da altre regioni anche se alcune fonti mitologiche descrivono un'origine indipendente.
La Durgā Pūjā è una festa, che si osserva per 10 giorni. Orissa, la terra del signore Jagannath, del potente regno indù, dei Maharaja e Raja, patrocinava annualmente la festa, prima della soppressione dello stato a seguito della proclamazione della Repubblica dell'India. La Durgā Pūjā si celebra in due modi diversi ad Orissa. Negli Shakti peethas (templi della dea), la Durgā Pūjā è osservata con rituali particolari, che vanno da 10 a 16 giorni, noti come Shodasa Upachara/Shohala dinatmaka, che partono da 7 giorni prima del mahalaya chiamato mulastami e terminano a Vijayadashami, Dussehra. La dea Durga viene adorata, dai suoi devoti, anche nei pandal in tutto lo stato.
Secondo Markandeya Purana, il re Suratha della dinastia Chedi, diede inizio ai rituali del Durgā Pūjā intorno al 300 a.C.. La dinastia Chedi governava su Kalinga (attuale Orissa). La Durga Puia ha differenti denominazioni nei diversi Purana e Sastra. Nel Devi Purana & Kalika Purana viene chiamata Vijaya Dashami, Mahaparbana nel Devi Mahatmya e Duseehera nel Markandeya Purana.
L'attuale forma di culto di Durga come idolo della terra, nello stato di Orissa, ebbe inizio durante il regno di re Ganga Chodaganga Dev nell'XI secolo a Puri. L'idolo della terra Mahishamardini Durga è conosciuto come Gosani e la festa Dussehra è nota come Gosani Yatra. È interessante notare che il co-culto di Durga Mahisamardini e Madhava (dio Jagannath) è prevalente dall'XI secolo, dinastia Ganga orientale, a Puri.
Prima che il concetto di Sarvajanin Durgā Pūjā prendesse piede, la festa veniva celebrata in case principesche e la prima pūjā realizzata in tutto il mondo nello stesso luogo e che continua fino ad oggi venne organizzata ad Orissa. Essa è la Rameswarpur nel distretto di Bhadrak, dove venne iniziata circa quattro secoli fa dalla famiglia Mahashay che proveniva da Kotarang vicino a Howrah durante il regno dell'imperatore Akbar.
Si narra che negli anni 1512-1517 Caitanya Deva era venuto a Cuttack, la capitale dell'impero Gajapati di Orissa, e l'allora imperatore di Orissa Gajapati Pratap Rudra Dev lo accolse a Gadagadia Ghata situata vicino alla riva del fiume di Mahanadi molto vicino al Palazzo reale popolarmente conosciuto come fortezza Barabati. In quell'anno Sri Chatanya Deva diede inizio alla Durgā Pūjā al tempio Binod Bihari attualmente conosciuto come Balu Bazar. Inoltre si pensa che Netaji Subhas Chandra Bose, la cui nascita è collocata a Cuttack, abbia organizzato una Durgā Pūjā con gran pompa per mostrare come i giovani nell'India britannica sapessero organizzare eventi esattamente come Lokamanya Balagangadar Tilak aveva fatto a Maharastra (Utsav Ganesh).
La prima Sarvajanin Durga Puja di cui si abbiano fonti certe avvenne nel 1832 nell'area di Kazibajaar a Cuttack.
Il pandal ad Orissa viene chiamato "medho". Per molti anni, le più costose installazioni ChaandiMerrha (Chaandi significa argento) vennero realizzate a Choudhuri Bajaar (area di Cuttack). Tutti gli addobbi vennero realizzati in puro argento. Un importante incremento nella disponibilità dei fondi portò poi alla placcatura in oro di tali decorazioni. Oggi sono note come "Suna Medho" (Suna significa oro). In alcune altre pūjā di Cuttack si hanno decorazioni in argento.
I festeggiamenti della Durgā Pūjā sono anche di primo piano nel tempio Katak Chandi della divinità Maa. Essa è la cosiddetta patrona di Cuttack. La dea popolarmente chiamata Maa Katak Chandi risiede e regna nel cuore della città antica. Essa è venerata come Bhuvaneswari ma è adorata in varie incarnazioni di Durga durante la pūjā. A Cuttack la gente crede fortemente a Maa Katak Chandi come La dea vivente.
Le più importanti pūjā vengono organizzate a Bhubaneswar, Cuttack e Rourkela. Shaheed Nagar, Nayapalli e Rasulgarh investono la maggior parte dei fondi in idoli, decorazioni, luminarie e altri elementi visuali.
Uno dei motivi per l'ampia accettazione della Durgā Pūjā è l'importanza della Maa Tarini, che è considerata una delle incarnazioni di Śakti nella cultura Oriya. Inoltre, lo Stato è vicino al Bengala ed i due popoli condividono una storia socio-culturale comune che abbraccia millenni. Orissa è sede di molti importanti santuari dedicati alla dea e vi sono organizzate grandi feste come Durga e Kālī Pūjā.
Si tratta quindi di una delle principali feste di Orissa. La dea Durga è tra le dee sacre di Orissa e le celebrazioni sono molto simili a quelle del vicino Stato del Bengala Occidentale.

### Punjab
La gente del Punjab osserva rigorosamente il Navaratri. Alcuni abitanti del Punjab bevono solo latte per sette giorni prima di rompere il digiuno nel giorno di Ashtami o Navami. Essi adorano Durga Ma e sono soliti fare la āratī a casa. Alcuni di loro mangiano frutta o un pasto completo solo una volta al giorno. Le bevande inebrianti, carne e altre forme di intrattenimento sono completamente evitate. Alla fine del digiuno, i devoti danno da mangiare ai mendicanti o ascoltano delle giovanette che narrano gli Shakti della Dea Madre.

### Tripura
La Durgā Pūjā viene celebrata nello stato di Tripura con grande gioia e orgoglio, in particolare nella capitale Agartala. La popolazione è per il 70% di origine bengalese e per l'86% di religione indù e pertanto la pūjā è la festa più importante dello stato. Le pūjā sono tenute in vari luoghi, organizzate dai vari comitati locali. Le migliori pūjā di Agartala come quelle di Shanti kami, Shantipara, Usha Bazar, Badharghat, Pole Star, Milan Sangha ecc., solitamente organizzano varie mostre culturali per attirare il maggior numero di visitatori nei loro pandal e anche per ingaggiare una competizione amichevole tra di loro. Il centro principale per Visharjan è la zona Dashamighat della città. Altre città dove si svolge la pūjā comprendono Udaipur, Belonia, Kumarghat, Santir bazar, Sabrum e Dharmanagar.

### Andhra Pradesh
La Durgā Pūjā viene celebrata a Vijayawada, nello stato di Andhra Pradesh con grande fervore ed orgoglio. Il tempio è ubicato a Vijayawada vicino al fiume Krishna e al Prakasham Barriage. La distanza fra Vijayawada e Hyderabad è di 280 km e fra Vijayawada e il tempio di Tirupati (Loard Venkateswara o Balaji) circa 320 km. Questo tempio è uno dei più importanti del sud dell'India.

## Fuori dall'India

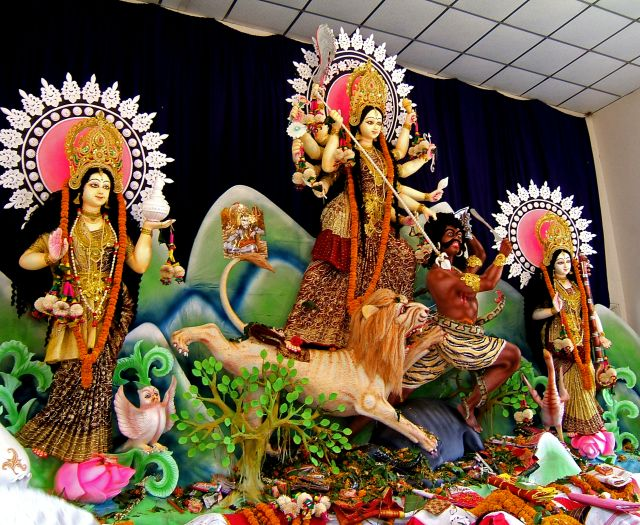
Celebrazione del Durgā Pūjā nel Dhakeshwari National Temple, Dacca, Bangladesh

La Durgā Pūjā viene celebrata dagli indiani sparsi in tutto il resto del mondo. Essa viene tenuta anche in paesi che hanno tradizioni storiche e culturali molto diverse da quelle indiane.

### Nepal
La Dussehra in Nepal viene chiamata Dashain. Poiché il paese è a maggioranza indù, le regole e le date coincidono con quelle dell'India. Il re del Nepal gioca un ruolo importante nelle festività, particolarmente nel giorno di Saptami, il settimo giorno della pūjā. Nonostante il rovesciamento della monarchia in Nepal, la famiglia reale ha ancora un ruolo significativo nella cultura della nazione.

### Bangladesh
Il Bangladesh ha la seconda più grande popolazione indù al mondo. Essendo la pūjā la più grande festa religiosa per gli indù bengalesi, essa viene celebrata in tutto il paese con oltre un migliaio di mandap Puja in villaggi, paesi e città. Le scuole e le università rimangono chiuse per cinque giorni, mentre l'ultimo giorno della festa, Bijoya Doshomi, è festa nazionale. Il Presidente del Bangladesh allestisce un'accoglienza per la comunità indù in Bangabhaban.
Mymensingh è uno dei più famosi distretti dove vengono organizzate il maggior numero di Durgā Pūjā e Kālī Pūjā ogni anno.

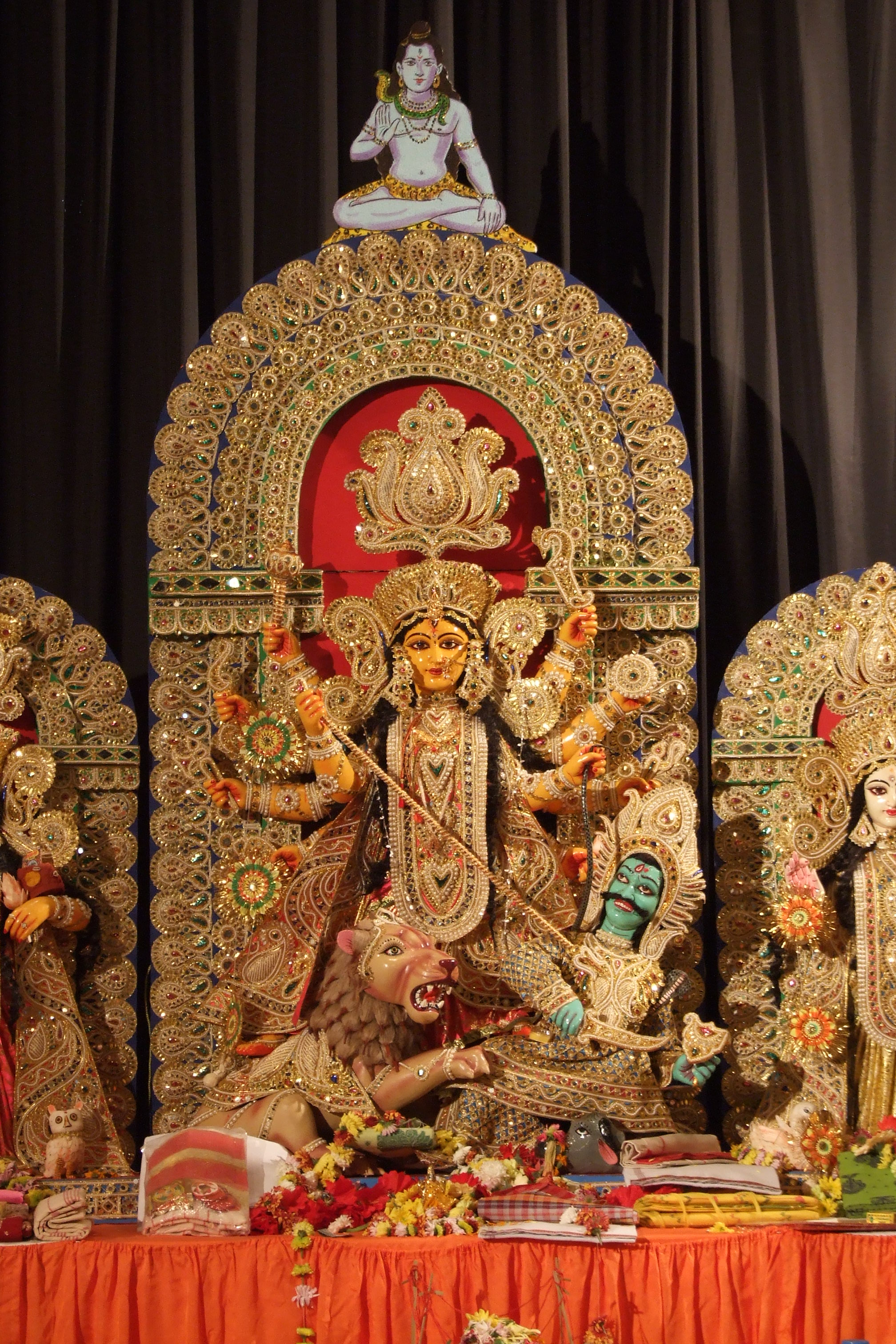
Durgā Pūjā a Colonia, Germania

### Stati Uniti, Europa e Australia
Negli Stati Uniti, le pūjā sono spesso organizzate durante i fine settimana con poche eccezioni e vengono trascorse con gli amici e la famiglia come in Bengala, assaporando frammenti di cultura bengalese. Vengono organizzati programmi culturali, cibo, bancarelle che vendono abiti etnici, gioielli, libri, musica e DVD. Vi è una generale atmosfera di festa.
In Australia, le maggiori feste Durgā Pūjā sono tenute a Sydney e Melbourne. Spettacoli e programmi, anjali e dhunuchi naach sono gli eventi principali. BANSW e BPCSV sono i principali organizzatori, rispettivamente a Sydney e Melbourne.
In Germania vengono organizzate diverse Durgā Pūjā a Berlino (da oltre 40 anni), Francoforte sul Meno, Colonia, Stoccarda e Monaco di Baviera.
A Londra il "London Sharad Utsav" celebra la Durgā Pūjā a Ealing Town Hall con programmi culturali, vendita di cibi etnici e spettacoli con artisti di Calcutta e Mumbai.

### Asia di sud-est
A Singapore, la Bengali Association of Singapore (BAS) celebra la Durgā Pūjā con programmi culturali e distribuzione di cibo.